# 盧斯特比赫爾山
47°04′07″N 15°29′37″E / 47.068665°N 15.493488°E

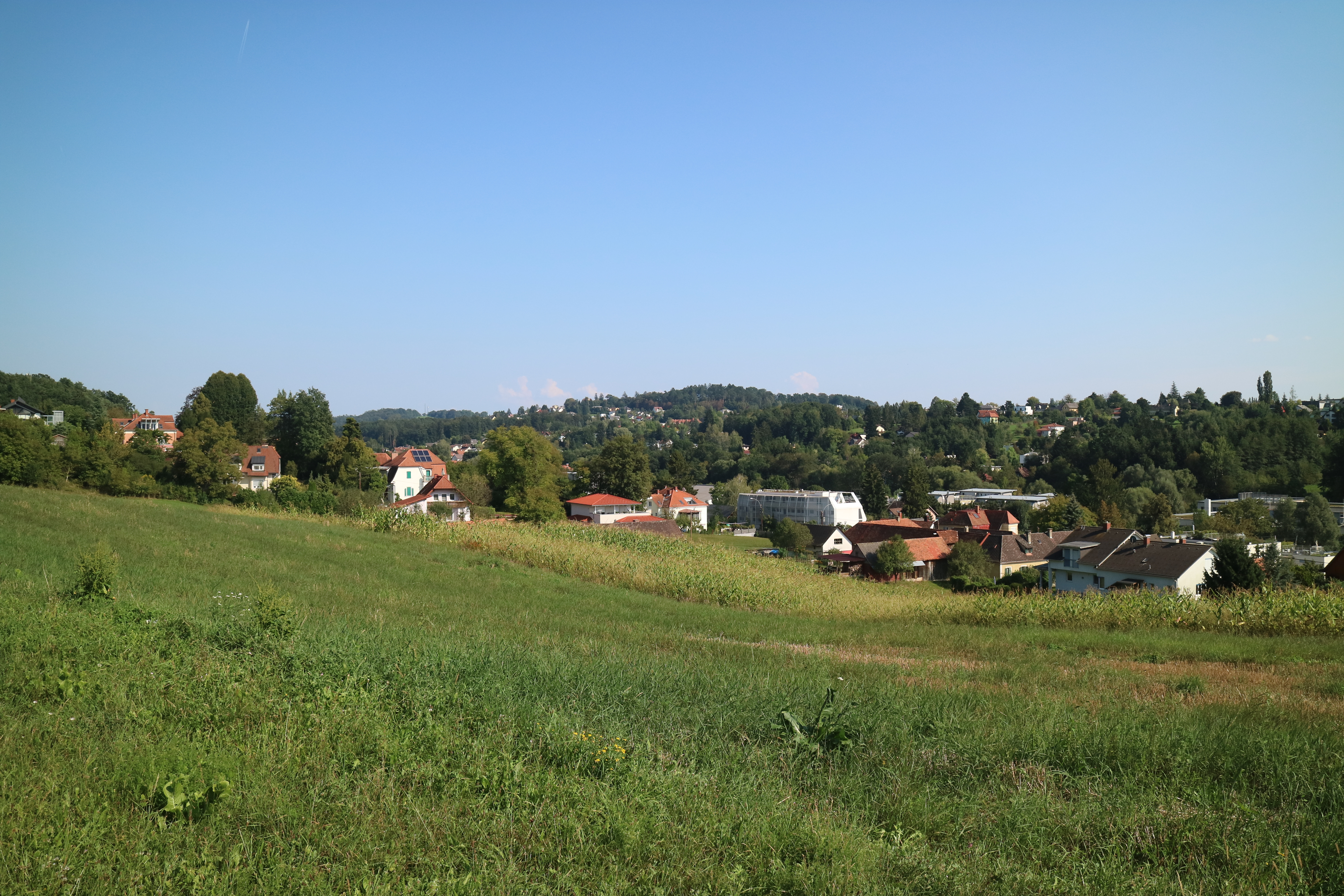

盧斯特比赫爾山（德語：Lustbühel），是奧地利的山峰，位於該國東南部，由施泰爾馬克州負責管轄，處於格拉茨以東，海拔高度489米，山體在中新世時期形成。